# سیارک ۳۴۷۵۳
سیارک ۳۴۷۵۳ (به انگلیسی: 34753 Zdenekmatyas، نامگذاری:2001QU110) سی و چهار هزار و هفتصد و پنجاه و سومین سیارک کشف شده‌است که در ۲۴ اوت ۲۰۰۱ کشف شد.